# Jhonatan Agudelo
Jhonatan Alexander Agudelo Velásquez (* 17. Dezember 1992 in Cúcuta) ist ein kolumbianischer Fußballspieler.

## Karriere
Jhonatan Agudelo erlernte das Fußballspielen in der Jugend des Millonarios FC in der Hauptstadt Bogotá. Hier unterschrieb er am 1. Juli 2016 seinen ersten Vertrag. Der Verein spielte in der ersten Liga, der Categoría Primera A. Nach 68 Ligaspielen, in denen er zwölf Tore erzielte, wechselte er im Juli 2019 zum Ligakonkurrenten Independiente Santa Fe. Mit dem Verein feierte er im Dezember die Categoría Primera A – Finalización. Nach dem Gewinn der Meisterschaft wechselte er im Januar 2017 auf Leihbasis zum ebenfalls in der ersten Liga spielenden Jaguares de Córdoba. Für den Verein aus Montería bestritt er sieben Ligaspiele. Im Juli 2017 wechselte er in die zweite kolumbianische Liga, der Categoría Primera B. Hier schloss er sich Cúcuta Deportivo an. Am Ende der Saison 2018 feierte er mit dem Verein aus Cúcuta die Meisterschaft und den Aufstieg in die erste Liga. Im Januar 2020 wechselte er auf Leihbasis für ein halbes Jahr zum argentinischen Erstligisten Gimnasia y Esgrima La Plata. Für den Verein aus La Plata bestritt er vier Erstligaspiele. Nachdem sein Vertrag bei Cúcuta Deportivo Mitte August 2020 ausgelaufen war, unterschrieb er am 17. August 2020 in Israel einen Vertrag beim Erstligisten Hapoel Be’er Scheva. Nach einer Spielzeit, in der er 23 Ligaspiele bestritt, kehrte er im Juli 2021 nach Kolumbien zurück. Hier verpflichtete ihn der Erstligist Rionegro Águilas aus Rionegro für ein Jahr. Am 1. Juli 2022 nahm ihn sein ehemaliger Verein Cúcuta Deportivo, der mittlerweile wieder in der zweiten Liga spielte, wieder unter Vertrag. Bis Mitte 2024 bestritt er für Cúcuta 69 Zweitligaspiele. Im Juli 2024 zog es ihn nach Thailand. Hier unterschrieb er in Uthai Thani einen Vertrag beim Erstligisten Uthai Thani FC. Für den Verein  bestritt er zwölf Ligaspiele. Im Sommer 2025 wurde sein Vertrag nicht verlängert.

## Erfolge
Independiente Santa Fe
- Categoría Primera A – Finalización: 2016

Cúcuta Deportivo
- Categoría Primera B: 2018  ▲